# Dragó marbrat

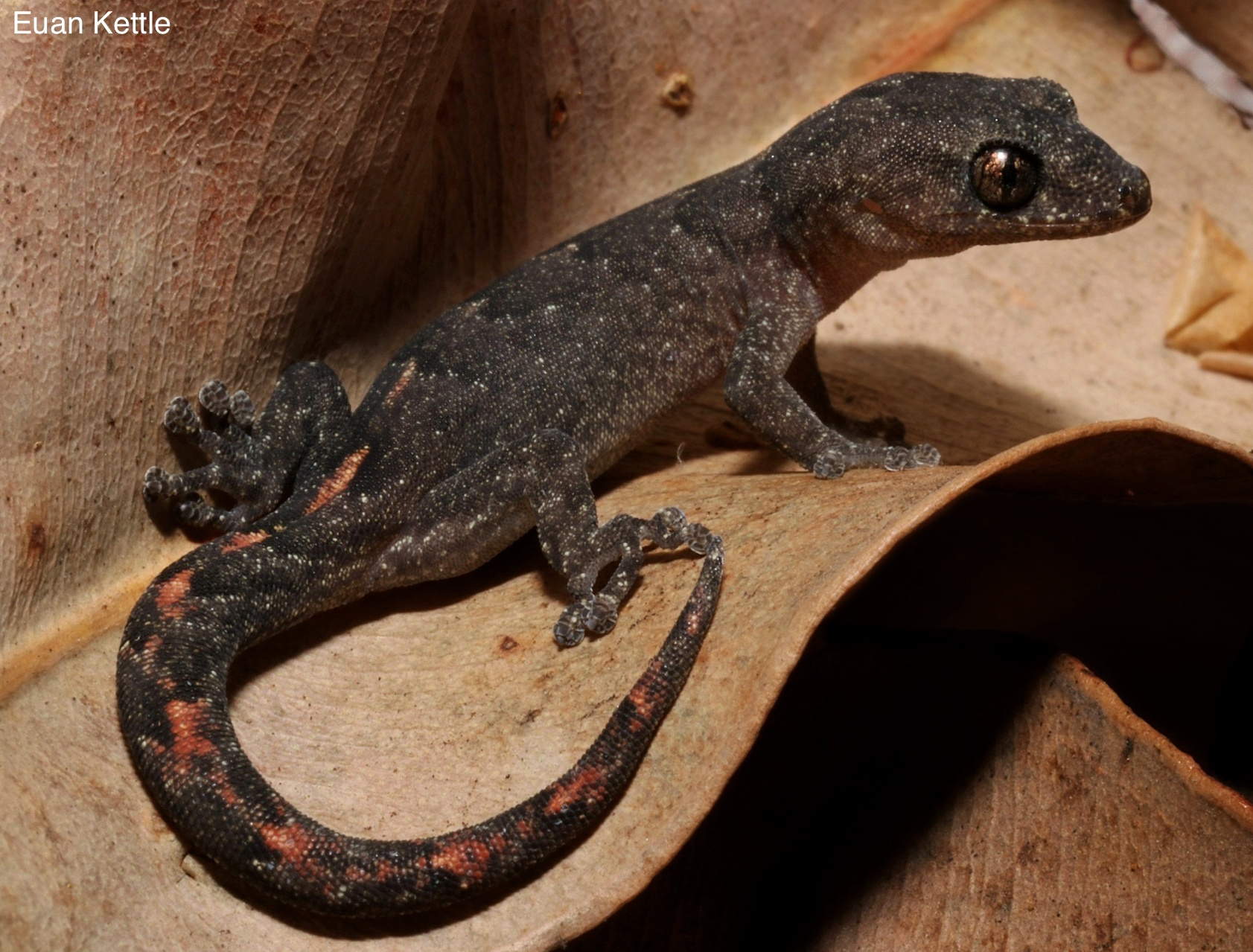
Un dragó marbrat

El dragó marbrat (Christinus marmoratus) és una espècie de dragó endèmic del sud d'Austràlia, des de Victòria fins a Austràlia Occidental. Està ben adaptat a una gran varietat d'hàbitats, inclosos els habitatges de la ciutat.

## Descripció

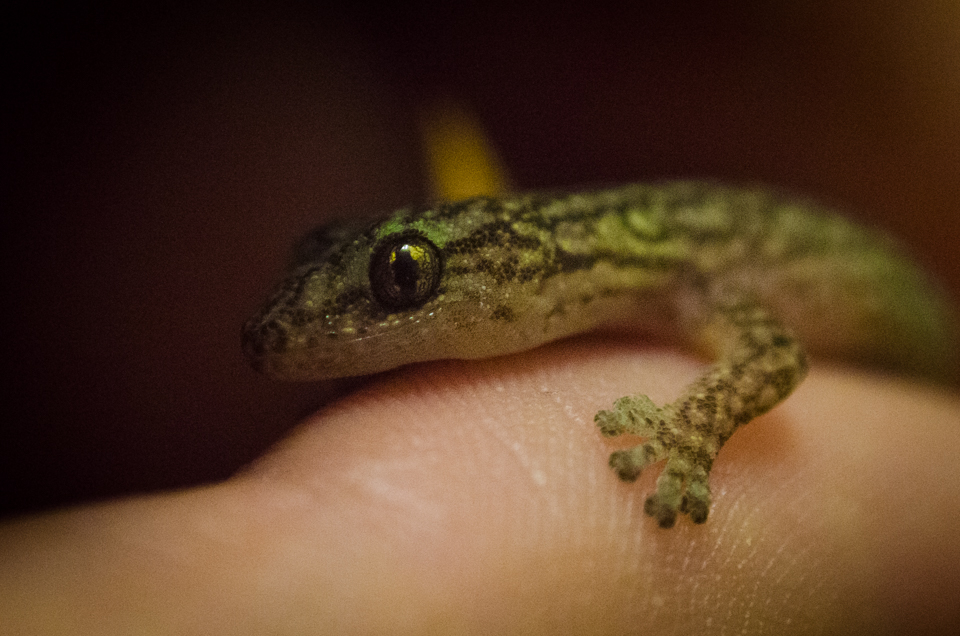
Primer pla d'un dragó marbrat

Els adults arriben a una longitud mitjana (del musell a la cloaca) de 50 mm i pesen uns 2,5 g. Tenen reserves de greix a la cua, que es poden desconnectar del seu cos (autotomia) quan estan amenaçats per ajudar-los a escapar. Les cues triguen uns vuit mesos a regenerar-se i un cop regenerades es caracteritzen per un canvi brusc de coloració i patró de la pell dorsal a nivell del pla de fractura original. Les cues originals també tenen bandes musculars molt més desenvolupades. Les cries no tenen greix a la cua, i la deixen caure més fàcilment que els adults.

## Hàbitat
És el dragó més meridional d'Austràlia. Es troba des del nord-est de Nova Gal·les del Sud fins al sud-oest d'Austràlia Occidental, així com diverses illes a les costes d'Austràlia Meridional i Austràlia Occidental. Utilitza una varietat d'hàbitats, com ara matolls oberts, boscos d'esclerofil·les, boscos fluvials i regions urbanes.

## Ecologia i comportament
Els dragons marbrats són insectívors i nocturns. Durant els calorosos mesos d'estiu, generalment utilitzen esquerdes i caus profunds per esperar que acabi el dia, i en temps més fresc s'agreguen sota les roques. Les poblacions fluvials generalment descansen sota la gruixuda escorça exfoliant dels grans eucaliptus durant el dia. Es troben comunament en agregacions de fins a 10 individus, i la majoria d'elles contenen un mascle. Atès que s'ha informat que molts dragons tenen comportaments territorials, és sorprenent que aquest s'agrupi amb tanta freqüència (Kearney va informar que una quarta part dels individus que va trobar estaven en agregacions). S'ha suggerit que aquesta activitat pot estar relacionada amb l'èxit d'aparellament, l'augment de la vigilància o simplement l'atracció per un hàbitat d'alta qualitat. Angiletta i Werner (1998) van trobar que la temperatura corporal preferida era de 27,7 °C, que és molt superior a la seva temperatura corporal mitjana durant el dia o la nit. La investigació posterior de Kearney i Predavec (2000) va revelar que poden termoregular ajustant la seva postura, per exemple, aixecant o aplanant el cos per contactar amb el substrat de roca. També sembla que toquen la roca amb el musell abans de fer-ho, com si fessin una prova de temperatura. Rarament vocalitzen; quan ho fan, sol ser un crit grinyolant en resposta a un atac.